# Al-Sulaibikhat SC
O Al-Sulaibikhat SC é um clube de futebol kuwaitiano com sede em Sulaibikhat. A equipe compete na Campeonato Kuwaitiano de Futebol.

## História
O clube foi fundado em 1972.